# Ladysbridge
Ladysbridge (auch Lady’s Bridge, irisch Droichead na Scuab, dt. „Brücke der Besen“) ist ein Dorf im County Cork im Süden der Republik Irland. Die Einwohnerzahl von Ladysbridge wurde bei der Volkszählung 2022 mit 809 Personen ermittelt. Das ist mehr als eine Verdreifachung gegenüber der Zählung von 2002, als es 239 Bewohner waren.

## Lage
Ladysbridge liegt etwa 25 Kilometer östlich vom Stadtzentrum von Cork am Womanagh River, der hier von der R632 von Castlemartyr kommend nach Garryvoe gequert wird. Im Ort zweigt die R633 nach Youghal ab.
Der Ort befindet sich in der Civil Parish Ightermurragh (Íochtar Morú) in den Townlands Ladysbridge (im Ortszentrum), Knockglass (irisch An Cnoc Glas, „der grüne Hügel“, Name früher in Volkszählungen für den ges. Ort verwendet), Dromadda Beg (Drom Fhada Beag, „kleiner langer Rücken“), Rathcallan (Ráth Challainn, „Callanns Ringfort“) und Kilbeg (An Choill Bheag, „der kleine Wald“).

## Sehenswürdigkeiten
Etwa zwei Kilometer östlich von Ladysbridge am Ufer des Womanagh River liegen die Reste des im 17. Jahrhundert errichteten Ightermurragh Castle (Caisleán Íochtar Morú), einem Festen Haus.
1820 wurde die katholische St. Mary’s Church errichtet. Das Schulgebäude wurde 1891 erbaut. Im Ortszentrum befindet sich ein Mahnmal für die Manchester Martyrs, eine Gruppe der Irischen Republikanischen Bruderschaft, die 1867 nach einer gewaltsamen Gefangenenbefreiung in Manchester gehängt worden waren.

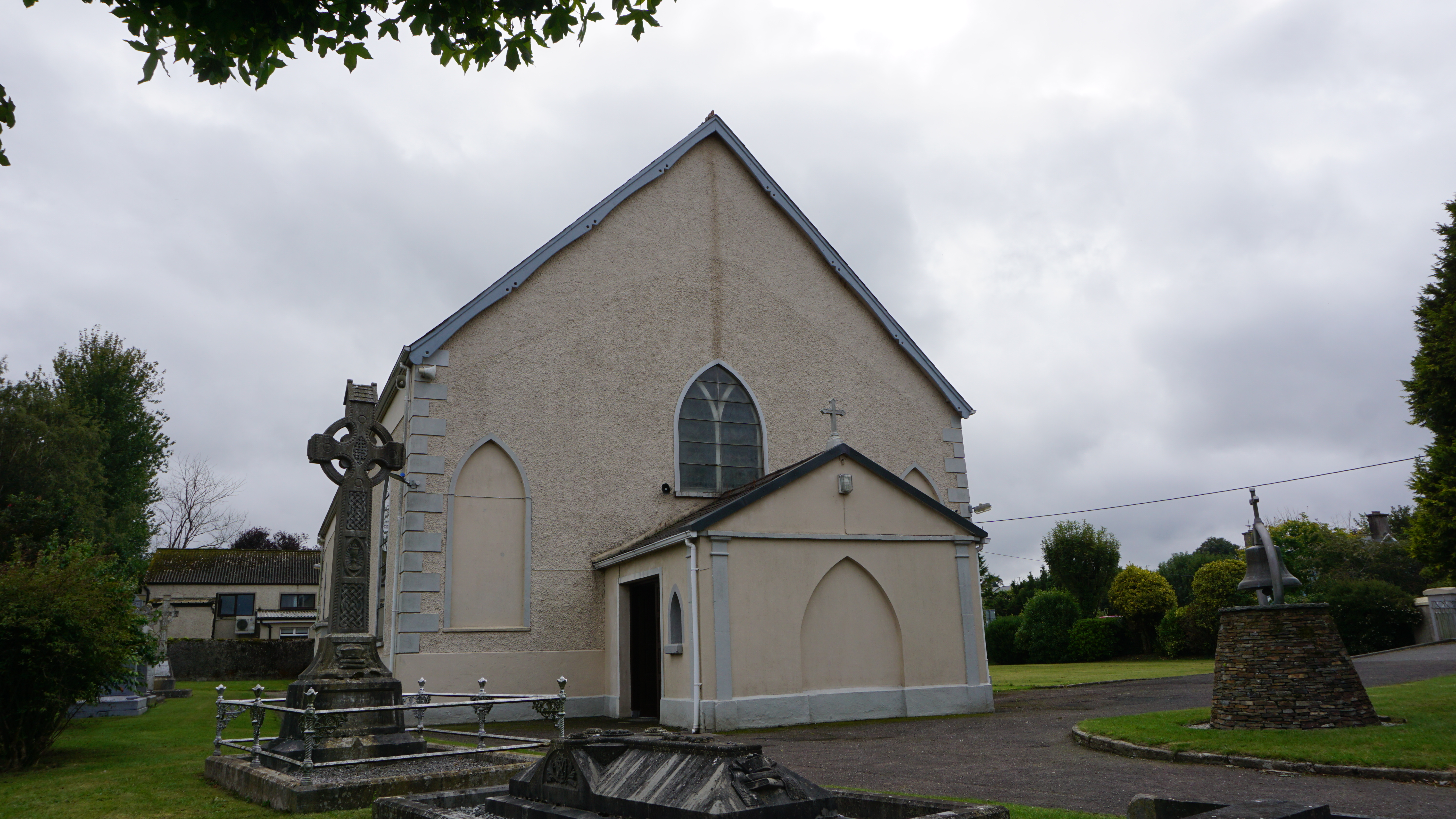
St. Mary’s Church
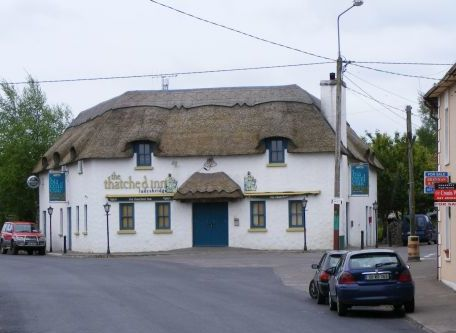
The Thatched Inn